# Adolf Strodtmann
Adolf Strodtmann (* 24. März 1829 in Flensburg; † 17. März 1879 in Steglitz) war ein deutscher Dichter, Schriftsteller und Übersetzer.

## Leben und Wirken
Adolf Strodtmann studierte ab 1847 an der Christian-Albrechts-Universität zu Kiel. Bereits im darauf folgenden Jahr beteiligte er sich an der Schleswig-Holsteinischen Erhebung. Er wurde in einem der ersten Gefechte verwundet und kam für kurze Zeit in dänische Kriegsgefangenschaft.
Nach seiner Freilassung setzte Strodtmann sein Studium an der Rheinischen Friedrich-Wilhelms-Universität fort, wo er Schüler des Theologen, Kunsthistorikers und Demokraten Gottfried Kinkel wurde. Im Wintersemester 1848/49 trat er der Bonner Burschenschaft Frankonia bei und knüpfte so engere Kontakte zu Kinkels Freund und späterem Befreier Carl Schurz. Bereits während seiner Studentenzeit konnte Strodtmann (unterstützt von Kinkel) seine „politischen Lieder“ dichten. Wegen seines „Lied vom Spulen“ wurde Strodtmann revolutionärer Umtriebe verdächtigt und relegiert. Neben Schurz war Adolf Strodtmann einer der letzten und intensivsten Kämpfer in Wort und Schrift für die Deutsche Revolution 1848/49 in Bonn.
Strodtmann ging wie Schurz nach Paris ins Exil, wo er sich mit Otto Braun anfreundete. Später ging er nach London. Während seiner Zeit in Großbritannien schrieb er eine erste Biographie seines Lehrers Kinkel. Strodtmann ging 1852 nach New York City und gründete dort eine Buchhandlung. Da er sich auf fast ausschließlich deutschsprachige politische Literatur spezialisiert hatte, erlitt er bald Konkurs. Seinen Lebensunterhalt verdiente er sich durch journalistische Reportagen für verschiedene deutschsprachige Zeitungen. In dieser Zeit machte er u. a. die Bekanntschaft mit Mathilde Franziska Anneke.
Von New York wechselte Strodtmann nach Philadelphia, Pennsylvania, wohin sehr viele Deutsche emigriert waren. Neben seinem Brotberuf entstanden Gedichte, in denen er z. T. die Ideale der Märzrevolution glorifizierte. Strodtmann kehrte 1856 nach Deutschland zurück und ließ sich in Hamburg nieder. Dort erwarb er das Bürgerrecht und wirkte nun fast ausschließlich als freier Schriftsteller.
Gleichzeitig widmete sich Strodtmann dem eingehenden Studium Heinrich Heines, dessen Werk er ab 1861 in 21 Bänden (plus Supplement) herausgab. Mit seiner Heine-Biographie konnte er diese Werkausgabe noch ergänzen. Auch als Übersetzer aus dem Englischen, Französischen und Dänischen machte Strodtmann sich einen Namen.
Im Deutsch-Französischen Krieg fungierte Strodtmann als Kriegsberichterstatter für mehrere große Tageszeitungen und begleitete die Deutsche 3. Armee unter Führung von Kronprinz Friedrich Wilhelm während der gesamten Kriegsdauer. Aus seinen persönlichen Erlebnissen und Eindrücken entstand sein Alldeutschland in Frankreich hinein!. Nach Kriegsende ließ er sich in Steglitz bei Berlin nieder, wo er eine Woche vor seinem 50. Geburtstag starb.

## Werke

### Belletristik
- Lieder eines Kriegsgefangenen auf der Dronning Maria. Hofmann & Campe, Hamburg 1848.
- Lieder der Nacht. Bonn 1850.
- Gottfried Kinkel. Wahrheit ohne Dichtung. Biographisches Skizzenbuch. Hamburg 1850–1851 (2 Bde.)
- Lothar. Zeitarabesken. 1853
- Rohana, ein Liebesleben in der Wildnis Berlin 1872.
- Gedichte. Zweite, stark vermehrte (Gesammt-)Ausgabe. Hoffmann und Campe, Hamburg 1870; Leipzig 3. Aufl. 1880.
- Ein Hoheslied der Liebe Hamburg 1858.
- Brutus! schläfst du? Zeitgedichte Hamburg 1863 Google Books

### Sachbücher
- Heinrich Heine's Wirken und Streben, dargestellt an seinen Werken. Hamburg 1857.
- Heinrich Heine's Leben und Werke. Berlin 1867–1869 (2 Bde.; 3. Auflage. 1884)
- „Alldeutschland in Frankreich hinein!“ Kriegserinnerungen. Berlin 1871.
- Das geistige Leben in Dänemark. Berlin 1873.
- Dichterprofile. Literaturbilder aus dem 19. Jahrhundert Stuttgart 1878.

## Strodtmann als Herausgeber
- Die Locomotive. Neue fliegende Blätter aus Amerika. Philadelphia 1853–1854 (3 Bde.)
- Heinrich Heine: Letzte Gedichte und Gedanken. Aus dem Nachlaß des Dichters zum ersten Mal veröffentlicht. Hamburg 1869.
- Immortellen Heinrich Heine's. Berlin 1870 (2. Aufl. Hamburg 1871)
- Briefe von und an Gottfried August Bürger. Berlin 1874 (4 Bde.)

## Übersetzungen
- Lieder- und Balladenbuch amerikanischer und englischer Dichter der Gegenwart. Hoffmann & Campe, Hamburg 1862.
- Die Arbeiterdichtung in Frankreich. Hamburg 1863.
- Harriet Beecher Stowe: Onkel Tom’s Hütte, oder: Leben unter den Verstoßnen. Nach dem Englischen frei bearbeitet von Adolf Strodtmann. Thomas, Philadelphia 1864.
- Alfred Tennysons ausgewählte Dichtungen. Hildburghausen 1868.
- Shelleys Dichtungen. 2 Bände Hildburghausen 1867.
- Amerikanische Anthologie. Hildburghausen 1870.
- Montesquieus Persische Briefe. Berlin 1866.
- George Eliots Daniel Deronda. Berlin 1876–1877
- Georg Brandes’ Hauptströmungen der Literatur des 19. Jahrhunderts. 4 Bände Berlin 1872–1876.
- I. Simes: Gotthold Ephraim Lessing. Berlin 1878.